# Calophasia
Calophasia là một chi bướm đêm thuộc họ Noctuidae.

## Các loài
- Calophasia almoravida Graslin, 1863
- Calophasia angularis (Chrétien, 1911)
- Calophasia barthae Wagner, 1929
- Calophasia hamifera Staudinger, 1863
- Calophasia lunula – Toadflax Brocade Hufnagel, 1766
- Calophasia opalina Esper, 1793
- Calophasia platyptera Esper, 1788
- Calophasia sinaica (Wiltshire, 1948)